# Président du Parlement de Nauru
Pour les articles homonymes, voir Speaker.
Pour un article plus général, voir Parlement de Nauru.
Le président du Parlement de Nauru, localement appelé Speaker, est l'une des deux fonctions politiques qui assurent l'administration du Parlement de Nauru. Il est le second personnage politique le plus important de Nauru après le Président de la République. Les députés du Parlement élisent le Speaker en choisissant l'un d'entre eux.

## Fonctions
Les députés du Parlement élisent leur président en choisissant l'un d'entre eux au début de chaque nouvelle législature qui dure trois ans.
Il a pour rôle de veiller à la bonne tenue des sessions parlementaires, d'organiser les élections et valider des décisions du Parlement. Il a le pouvoir de nommer et destituer le Clerk, le second administrateur du Parlement, ainsi que de dissoudre le Parlement sur l'avis du président de la République.

## Histoire
Le poste de président du Parlement de Nauru est créé en 1968 au moment de l'indépendance du pays et de la mise en place des institutions politiques étatiques dont le Parlement.

## Liste des Présidents
| Nom                 | Dates                                  |
| ------------------- | -------------------------------------- |
| Itubwa Amram        | 1968–1971                              |
| Kenos Aroi          | 1971-1977                              |
| David Peter Gadaroa | ? - 1981                               |
| Reuben Kun          | 1981 - 1986 ?                          |
| René Harris         | 1986 - ?                               |
| Derog Gioura        | ? - ?                                  |
| Maein Deireragea    | ? - ?                                  |
| Kennan Adeang       | ? - ?                                  |
| Ludwig Scotty       | 2000 - 2003 ?                          |
| Godfrey Thoma       | 6 mai 2003 - 7 mai 2003                |
| Fabian Ribauw       | 29 mai 2003 - 2003                     |
| Russell Kun         | 2003 – 2004                            |
| Vassal Gadoengin    | octobre 2004 - 15 décembre 2004        |
| Valdon Dowiyogo     | 27 décembre 2004 - décembre 2007       |
| Riddell Akua        | décembre 2007 - 18 mars 2008           |
| David Adeang        | 20 mars 2008 - 2008                    |
| Riddell Akua        | 29 avril 2008 - 2010                   |
| Godfrey Thoma       | 13 mai 2010 - 18 mai 2010              |
| Dominic Tabuna      | 1er juin 2010 - 4 juin 2010            |
| Aloysius Amwano     | 2 juillet 2010 - 2010                  |
| Landon Deireragea   | 9 juillet 2010 - 2010                  |
| Ludwig Scotty       | 1er novembre 2010 - 18 avril 2013      |
| Godfrey Thoma       | 25 avril 2013 - 8 juin 2013            |
| Ludwig Scotty       | depuis le 11 juin 2013-13 juillet 2016 |
| Cyril Buraman       | 13 juillet 2016-27 août 2019           |
| Marcus Stephen      | depuis le 27 août 2019                 |